# Tolar (Teksas)
Tolar – miasto w Stanach Zjednoczonych, w stanie Teksas, w hrabstwie Hood.